# David Newth
David Richmond Newth (1921-1988) est un zoologiste et auteur scientifique britannique.

## Biographie
Il est né près de Birmingham le 10 octobre 1921, fils de Herbert Greenway Newth et de sa femme Annie (Nan) Munroe Fraser, une Écossaise. Il fait ses études à la King Edward VI Aston School de Birmingham. Il étudie ensuite la zoologie à l'Université de Londres, obtenant un baccalauréat ès sciences et un doctorat de troisième cycle (PhD).
Pendant la Seconde Guerre mondiale, il est lieutenant dans le REME en Inde et en Birmanie. En 1947, il commence à donner des cours de zoologie à l'University College de Londres. En 1960, il est professeur de biologie appliquée à la médecine à la Middlesex Hospital Medical School et en 1965 transféré en Écosse en tant que professeur Regius de zoologie à l'Université de Glasgow .
Il est élu membre de la Royal Society of Edinburgh en 1966 avec comme proposants James Duncan Robertson, Sir Maurice Yonge, Percy Brian et John Paul .
Il prend sa retraite en 1981 et est décédé à Lochgoilhead, dans l'ouest de l'Écosse, le 5 juin 1988. En 1946, il épouse Jean Winifred Haddon.

## Ouvrages
- Animal Growth and Development (1970)
- Simple Nervous Systems (1975)